# Stupava
Stupava (węg. Stomfa) – miasto na Słowacji w kraju bratysławskim, w powiecie Malacky. Na koniec 2021 roku liczyło ponad 15 tys. mieszkańców. Pierwsza pisemna wzmianka o miejscowości pochodzi z 1269 roku.

## Zabytki
- XVII-wieczny zamek,
- barokowy kościół św. Stefana Króla,
- barokowy kościół śś. Sebastiana i Rocha w dzielnicy Mást.